# Mario Conte (politico)
Mario Conte (Treviso, 20 luglio 1979) è un politico italiano, sindaco di Treviso dal 13 giugno 2018.

## Biografia
Originario del quartiere trevigiano di San Paolo, nel 1999 si diploma all'Istituto "Palladio" di Treviso e da quell'anno fino al 2003 svolge a professione di geometra in un'impresa edile. Sempre nel campo dell'edilizia si è occupato in seguito della direzione dei lavori nei cantieri edili, sia nel settore pubblico che in quello privato.
Si laurea in scienze politiche nel dicembre del 2024.

### Attività politica
Dal 2013 al 2018 è capogruppo della Lega nel Consiglio comunale di Treviso. Nel 2018 si candida alla carica di sindaco, sostenuto da una coalizione di centro-destra (che comprende, oltre alla Lega, anche Forza Italia, Fratelli d'Italia, Unione di Centro e alcune liste civiche), vincendo al primo turno con il 54,48% dei voti contro il sindaco uscente Giovanni Manildo, diventando il sindaco più giovane della storia di Treviso. Nel 2023 viene rieletto al primo turno con il 64,75% dei voti.
Nel 2016 Giancarlo Gentilini lo definì "res nullius" in seguito al suo passaggio dalla lista Gentilini, grazie alla quale fu eletto consigliere, alla Lega Salvini.
Il 27 novembre 2019 viene eletto presidente di ANCI Veneto.
Nel 2024 la 17ª assemblea regionale congressuale di ANCI Veneto lo riconferma per altri cinque anni.